# Tensei shitara ken deshita
Tensei shitara ken deshita (jap. 転生したら剣でした) – seria light novel napisana przez Yū Tanakę i zilustrowana przez Llo, początkowo publikowana jako powieść internetowa w serwisie Shōsetsuka ni narō, a następnie nabyta przez wydawnictwo Micro Magazine i wydana jako light novel, której pierwszy tom ukazał się w lipcu 2016.
Adaptacja w formie mangi autorstwa Tomowo Maruyamy ukazuje się od grudnia 2016.
Na podstawie powieści studio C2C wyprodukowało serial anime, który emitowano od października do grudnia 2022. Zapowiedziano powstanie drugiego sezonu.

## Fabuła
Po śmierci w wypadku samochodowym, główny bohater zostaje reinkarnowany w innym świecie jako miecz, zachowując przy tym wszystkie swoje wspomnienia poza imieniem. Akceptując swój los jako miecz, zaczyna szukać kogoś, kto mógłby zostać jego właścicielem. Po pewnym czasie spotyka karawanę handlarzy niewolników atakowanych przez dwugłowego niedźwiedzia. Młoda kocia niewolnica, imieniem Fran, odkrywa miecz i używa go do zabicia niedźwiedzia. Po uwolnieniu z niewoli, nadaje mieczowi imię „Mistrz”, po czym oboje wyruszają razem na przygodę.

## Bohaterowie
- Mistrz (jap. 師匠 Shishō)

Seiyū: Satoshi Hino (drama CD), Shin’ichirō Miki (anime) 
Pierwotnie człowiek, który po śmierci odradza się jako potężny, legendarny miecz. Jednakże, po utknięciu w strefie wysysającej manę, traci możliwość poruszania się, i czeka dopóki nie odnajdzie go potężny wojownik, który zostanie jego właścicielem.
- Fran (jap. フラン Furan)

Seiyū: Inori Minase (drama CD), Ai Kakuma (anime) 
Młoda dziewczyna należąca do rasy czarnych kotów. Kiedy była młoda jej rodzice zostali zabici, a ona sama sprzedana w niewolę. Po ataku dwugłowego niedźwiedzia na jej karawanę, odzyskuje wolność i zostaje właścicielką Mistrza. Razem wyruszają na wyprawę, by pomóc Fran ewoluować, czego do tej pory nie udało się dokonać żadnemu przedstawicielowi jej rasy.
- Amanda (jap. アマンダ)

Seiyū: Ami Koshimizu (anime) 
- Klimt (jap. クリムト Kurimuto)

Seiyū: Wataru Hatano (anime) 
Leśny elf będący mistrzem Gildii Poszukiwaczy Przygód w Alessie. Jest podejrzliwy odnośnie źródła zdolności Fran, ale pozwala jej dołączyć do gildii.
- Donadrond (jap. ドナドロンド Donadorondo)

Seiyū: Tetsu Inada (anime) 
Wojownik należący do rasy oni, który działa jako egzaminator w Gildii Poszukiwaczy Przygód, wyzywając przyszłych poszukiwaczy przygód na pojedynki, aby sprawdzić ich umiejętności. Zostaje pokonany przez Fran i pozwala jej zdać egzamin.
- Nell (jap. ネル Neru)

Seiyū: Rumi Okubo (anime) 
Recepcjonistka Gildii Poszukiwaczy Przygód w mieście Alessa. Posiada ukrytą mroczną stronę życzącą śmierci nielubianym przez nią poszukiwaczom przygód, jednakże szybko przekonuje się do Fran.
- Gallus (jap. ガルス Garusu)

Seiyū: Shinpachi Tsuji (anime) 

## Light novel
Yū Tanaka rozpoczął publikację powieści 17 października 2015 w serwisie Shōsetsuka ni narō. Następnie seria została nabyta przez wydawnictwo Micro Magazine i wydana pod imprintem GC Novels jako light novel z ilustracjami Llo. Według stanu na 29 września 2023, do tej pory opublikowano 16 tomów.
| Nr | Data wydania (język japoński) | ISBN (język japoński)  |
| -- | ----------------------------- | ---------------------- |
| 1  | 30 lipca 2016                 | ISBN 978-4-89637-574-9 |
| 2  | 26 grudnia 2016               | ISBN 978-4-89637-608-1 |
| 3  | 30 czerwca 2017               | ISBN 978-4-89637-639-5 |
| 4  | 24 listopada 2017             | ISBN 978-4-89637-670-8 |
| 5  | 30 maja 2018                  | ISBN 978-4-89637-750-7 |
| 6  | 30 października 2018          | ISBN 978-4-89637-826-9 |
| 7  | 29 marca 2019                 | ISBN 978-4-89637-863-4 |
| 8  | 28 września 2019              | ISBN 978-4-89637-924-2 |
| 9  | 30 marca 2020                 | ISBN 978-4-89637-990-7 |
| 10 | 30 września 2020              | ISBN 978-4-86716-057-2 |
| 11 | 31 marca 2021                 | ISBN 978-4-86716-124-1 |
| 12 | 24 września 2021              | ISBN 978-4-86716-189-0 |
| 13 | 30 marca 2022                 | ISBN 978-4-86716-269-9 |
| 14 | 30 września 2022              | ISBN 978-4-86716-340-5 |
| 15 | 30 marca 2023                 | ISBN 978-4-86716-408-2 |
| 16 | 29 września 2023              | ISBN 978-4-86716-476-1 |

## Manga
Adaptacja w formie mangi autorstwa Tomowo Maruyamawy ukazywała się w magazynie „Denshi Birz” wydawnictwa Gentōsha od 9 grudnia 2016 do 15 stycznia 2018. Po zaprzestaniu publikacji magazynu, seria została przeniesiona do „Comic Boost”.
| Nr | Data wydania (język japoński) | ISBN (język japoński)  |
| -- | ----------------------------- | ---------------------- |
| 1  | 24 kwietnia 2017              | ISBN 978-4-344-83975-5 |
| 2  | 24 listopada 2017             | ISBN 978-4-344-84097-3 |
| 3  | 24 marca 2018                 | ISBN 978-4-344-84178-9 |
| 4  | 21 września 2018              | ISBN 978-4-344-84303-5 |
| 5  | 22 marca 2019                 | ISBN 978-4-344-84417-9 |
| 6  | 24 września 2019              | ISBN 978-4-344-84507-7 |
| 7  | 24 marca 2020                 | ISBN 978-4-344-84623-4 |
| 8  | 24 września 2020              | ISBN 978-4-344-84706-4 |
| 9  | 24 marca 2021                 | ISBN 978-4-344-84823-8 |
| 10 | 24 września 2021              | ISBN 978-4-344-84893-1 |
| 11 | 30 marca 2022                 | ISBN 978-4-344-85007-1 |
| 12 | 24 września 2022              | ISBN 978-4-344-85107-8 |
| 13 | 24 marca 2023                 | ISBN 978-4-344-85198-6 |
| 14 | 22 września 2023              | ISBN 978-4-344-85298-3 |

Spin-off zilustrowany przez Hinako Inoue ukazuje się w magazynie internetowym „Comic Ride” wydawnictwa Micro Magazine od 1 czerwca 2020.
| Nr | Data wydania (język japoński) | ISBN (język japoński)  |
| -- | ----------------------------- | ---------------------- |
| 1  | 30 września 2020              | ISBN 978-4-86716-060-2 |
| 2  | 27 marca 2021                 | ISBN 978-4-86716-120-3 |
| 3  | 24 września 2021              | ISBN 978-4-86716-187-6 |
| 4  | 31 marca 2022                 | ISBN 978-4-86716-266-8 |
| 5  | 29 września 2022              | ISBN 978-4-86716-337-5 |
| 6  | 31 marca 2023                 | ISBN 978-4-86716-404-4 |

## Anime
Adaptacja w formie telewizyjnego serialu anime została zapowiedziana 24 września 2021 wraz z wydaniem dwunastego tomu powieści. Seria została wyprodukowana przez studio C2C i wyreżyserowana przez Shinjiego Ishihirę. Scenariusz napisał Takahiro Nagano, postacie zaprojektował Atsuki Saitō, a muzykę skomponował Yasuharu Takanashi. Serial był emitowany od 5 października do 21 grudnia 2022 w stacjach Tokyo MX, ABC i BS Asahi. Motywem otwierającym jest „Tensei shitara ken deshita” w wykonaniu Kishida Kyoudan & The Akeboshi Rockets, końcowym zaś „more＜STRONGLY” autorstwa Maon Kurosaki.
Po emisji ostatniego odcinka zapowiedziano powstanie drugiego sezonu.